# فرانك كول
فرانك كول هو مستكشف كندي، ولد في 1954 في ساسكاتشوان في كندا، وتوفي في 2000 في منطقة تمبكتو في مالي.